# Октябрьская улица (Торопец)
Октя́брьская у́лица — улица в городе Торопец Тверской области России. Одна из главных улиц города.

## Расположение
Октябрьская улица начинается от улицы Кутузова, пересекает улицы Суворова, Богдановича и Стрелецкую. После пересечения с Советской улицей пересекает улицы Ленина, Льва Толстого, набережную Урицкого, улицу 1 мая, Володарского и Рощинскую. На западе Октябрьская переходит в улицу Полежаева, на востоке — в переулок Октябрьский.

## Застройка
Три дома улицы являются памятниками исторического и культурного наследия:
- Дом 48/15  памятник архитектуры Дом жилой, 2-я половина. XVIII века.
- Дом 50/16  памятник архитектуры Дом жилой, конец XVIII — начало XIX веков.
- Дом 66/27  памятник архитектуры Дом жилой, 2-я половина XVIII века